# Syzeton centromaculatus
Syzeton centromaculatus es una especie de coleóptero de la familia Aderidae.

## Distribución geográfica
Habita en la isla de Bioko (Fernando Póo) (Guinea Ecuatorial).